# Гневашевы
Гневашевы/Стогинины — древние русские дворянские роды (столбовое дворянство), из Белозерских бояр.
Род записан в VI часть родословной книги Вологодской губернии.

## История рода
В качестве боярского род ведет свою историю с 1380 года (Куликовская битва), когда за проявленную воинскую доблесть, бившийся в составе белозерской дружины, предводитель варяжской судовой рати Щека, осевший на территории княжества, был возвышен и обласкан Дмитрием Донским, начинавшем битву в рядах белозерского войска. Фёдор Гневашев городовой приказчик на Белоозере (1533). Третьяк Михайлович досматривал земли Ферапонтова монастыря в Белозерском уезде (1546). Фёдор и Яков Михайловичи упоминаются послухами (1551), второй из них губной староста на Белоозере (1566—1571). Иван Яковлевич Гневашев подписался в 35 рублях в поручной записи по боярину Ивану Федоровичу Мстиславском (1571). Опричником Ивана Грозного числился Григорий Гневашев (1573). Третьяк Михайлович владел поместьем в Белоозере (1585).
Иван Евстигнеевич описывал Вологодский уезд (1614—1615). Иванис Иванович Гневашев, за московское осадное сидение, жалован похвальной грамотою и поместьями в Вологодском уезде (1620), вологодский городовой дворянин (1629). За Иванисом и его родным братом Михаилом состояло отцовское поместье (1621). Потомство Иваниса и Михаила Ивановичей Гневашевых записано в VI части родословной книги Вологодской губернии.
Шесть представителей рода владели населёнными имениями (1699).

## Описание герба

#### Герб Гневашевых 1785 г.
В Гербовнике Анисима Титовича Князева 1785 года имеется печать с гербом Ивана Афанасьевича Гневашева: в гербе (без щита), в серебряном поле, изображена золотая стрела с перекладиной у наконечника, остриём вверх (польские герб Косцеша). Над стрелой дворянская корона (без дворянского шлема и намёта). По бокам от наконечника стрелы золотые буквы: I и G. По бокам две зелёные пальмовые ветви, скрещённые внизу.

#### Герб. Часть VIII. № 48.
В щите, имеющем красное поле изображена серебряная стрела перпендикулярно летящая вверх и на оной золотой крест.
Щит увенчан дворянскими шлемом и короной. Нашлемник: три страусовых пера. Намёт на щите красный, подложенный золотом. Герб рода Гневашевых внесён в Часть 8 Общего гербовника дворянских родов Всероссийской империи, стр. 48.

## Известные представители
- Гневашев Яков Гневашев — подьячий, воевода в Бежецком-Верхе (1616—1618)[5]
- Гневашевы: Иванис и Михаил Ивановичи — вологодские городские дворяне (1629).
- Гневашев Осип — подьячий Разрядного приказа (1635), описывал земли Чернского уезда (1641).
- Гневашев Иван Максимович — стряпчий (1692).
- Гневашев Фёдор Савинович — московский дворянин (1692).
- Гневашев Прокофий Степанович — патриарший приказной (1681), описывал земли Можайского Благовещенского девичьего монастыря (1689).[6].